# Questo
Questo là một chi nhện trong họ Gallieniellidae.